# Suka Makmur (Sungai Bahar)
Suka Makmur is een bestuurslaag in het regentschap Muaro Jambi van de provincie Jambi, Indonesië. Suka Makmur telt 2631 inwoners (volkstelling 2010). Het is gelegen in centraal Sumatra, midden in de palmolieindustrie. Het gehele dorp is omgeven door palmolieplantages. De naam Suka Makmur betekent iets als “Lievelings-Welvaart” of “De plaats waar voorspoed geliefd is”.  Het dorp is ontstaan in de jaren ’80 als onderdeel van het transmigratieprogramma van de Indonesische overheid, met kolonisten (voornamelijk van Javaanse afkomst) uit Oost-Java. 